# Champion 400 (Vorserie)
Der Champion 400 (Vorserie) war ein Fahrzeugtyp der Automarke Champion des Hermann-Holbein-Fahrzeugbaus. 

## Geschichte
Holbein präsentierte das Fahrzeug im Mai 1950 auf der Internationalen Automobil-Ausstellung in Berlin. Insgesamt entstanden vier Fahrzeuge. In Serie ging das Fahrzeug mit einigen wesentlichen Änderungen bei Fahrwerk und Motor im Februar 1951 als Champion 400, Hersteller war nunmehr die Champion-Automobilbau GmbH. 

## Fahrzeugbeschreibung

### Karosserie
Die zweitürige Karosserie der Cabriolimousine bot Platz für zwei Personen. Sie wurde von Drauz aus Heilbronn gefertigt.

### Maße und Gewichte
Bei einem Radstand von 180 cm und einer Spurbreite von 120 cm war der Wagen 318 cm lang, 147 cm breit und 130 cm hoch. Das Leergewicht betrug 495 kg, das zulässige Gesamtgewicht 750 kg.

### Antrieb
Der Motor des Champion 400 war ein luft- bzw. gebläsegekühlter Einzylinder-Zweitaktmotor von Triumph. Er hatte einen Hubraum von 396 cm³, leistete 10 PS (7,5 kW) und war im Heck des Fahrzeugs eingebaut. Über ein Dreiganggetriebe wurden die Hinterräder angetrieben. Die Höchstgeschwindigkeit betrug 85 km/h. Der Kraftstoffverbrauch wurde mit 4,5 Liter auf 100 km angegeben. Die spätere Serienausführung erhielt dagegen einen Zweizylindermotor von Ilo.

### Neupreis
Der geplante Neupreis betrug anfangs 2950 DM, später 3250 DM.